# M b v
m b v é o terceiro álbum de estúdio da banda My Bloody Valentine, lançado de forma independente no dia 2 de fevereiro de 2013.
Parte do álbum já havia sido gravado desde de 1997 antes da separação, sendo que outras partes foram gravadas após 2007 quando aconteceu a primeira reunião.

## Antecedentes e gravação
Com o lançamento do disco Loveless e o sucesso moderado fez com que o álbum não alcançasse grande repercussão dentro do mainstream, e por consequência não lucrou o suficiente, sendo que Loveless foi o disco mais caro lançado pela Criation records. Em 1992 a Island Records assinou com o My Bloody Valentine e com o dinheiro do contrato Kevin Shields começou a construir seu próprio estúdio em Streatham no sul da Inglaterra, ficando pronto em Abril de 1993. Nos anos seguintes a banda não lançou materiais de composição própria,  foi quando surgiu rumores de que Kevin Shields estava sofrendo de bloqueio criativo. Sendo que as duas únicas músicas lançadas após Loveless foram covers: "We have all the time in the world" de Louis Armstrong e "Map Ref. 41ºN 93ºW" do wire, feito para um tributo chamado Whore: Tribute to Wire.

## Créditos
My Bloody Valentine
- Kevin Shields
- Bilinda Butcher
- Debbie Googe
- Colm Ó Cíosóig

Produção
- Kevin Shields – Produção e mixagem
- Andy Savours – Engenheiro de mixagem
- Noel Summerville – Masterização de vinil
- Alex Wharton – Masterização de CD

Design
- Matthew Cooper – Layout
- Debbie Googe – Layout
- Lung – Encarte
- Anna Meldal – Encarte
- Nicholas Pankhurst – Arte da capa

## Prêmios
| Publicação           | Prêmio                             | Posição |
| -------------------- | ---------------------------------- | ------- |
| Pitchfork            | 'Top 50 Albums of 2013'            | 4       |
| Pitchfork            | 'Top 100 Albums 2010–2014'         | 28      |
| Consequence of Sound | 'Top 50 Albums of 2013'            | 3       |
| Exclaim!             | 'Top 20 Pop & Rock Albums of 2013' | 3       |
| Cokemachineglow      | 'Top 30 Albums of 2013'            | 5       |
| No Ripcord           | 'Top 50 Albums of 2013'            | 1       |
| Uncut                | 'Best Albums of 2013'              | 1       |
| Stereogum            | '50 Best Albums of 2013'           | 5       |
| The Village Voice    | 'Pazz & Jop Critic's Poll'         | 6       |
| The Wire             | 'Releases of the Year 1–50'        | 21      |
| Metacritic           | '25-Best Reviewed Albums of 2013'  | 3       |
| Metacritic           | '2013 Music Critic Top-Ten Lists'  | 13      |